# Jörg Teuchert

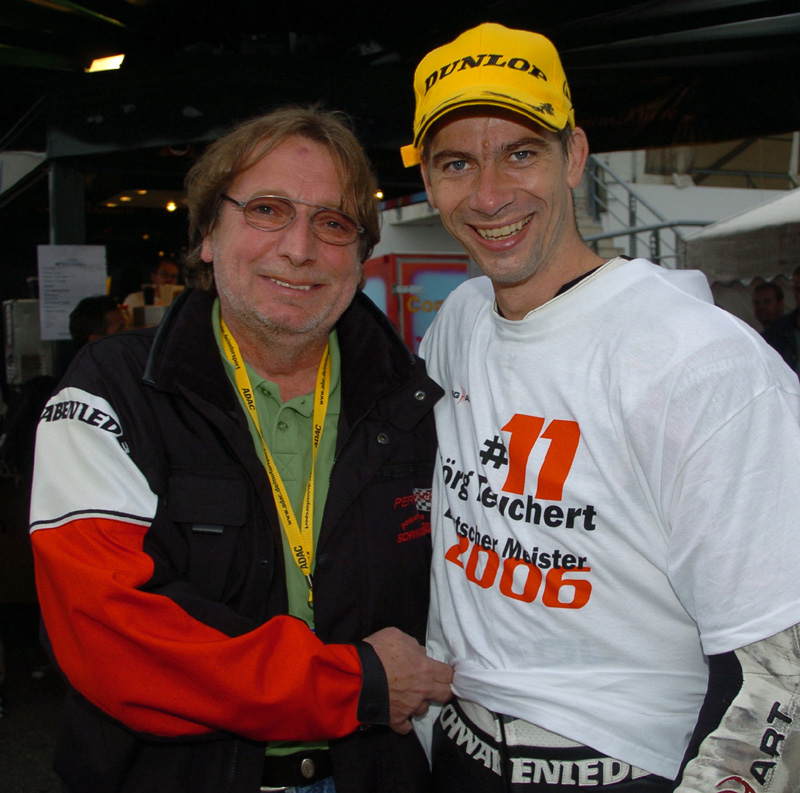
Jörg Teuchert met een sponsor in 2006.

Jörg Teuchert (Lauf an der Pegnitz, 27 februari 1970) is een Duits motorcoureur. In 2000 werd hij kampioen in het wereldkampioenschap Supersport. Daarnaast werd hij in 2004 en 2006 kampioen in het Duits kampioenschap superbike.

## Carrière
Teuchert begon zijn motorsportcarrière in 1986 in de Duitse OMK-Pokal. In 1987 behaalde hij zijn eerste titel in de OMK-Enduro-Pokal op een 80 cc Yamaha, voordat hij in 1989 in hetzelfde kampioenschap op een 125 cc-motor kampioen werd. In 1991 werd hij met het Duitse juniorenteam zesde in de International Six Days Enduro.
In 1993 stapte Teuchert over naar het wegrace. In 1994 reed hij in de Yamaha-Cup, waarin hij direct tweede werd. In 1995 stapte hij over naar het Duits kampioenschap Supersport en werd hierin achtste, voordat hij in 1996 vijfde in de eindstand werd. In zowel 1997 als 1998 werd hij kampioen in deze klasse. In 1997 maakte hij tevens zijn debuut in de wereldserie Supersport op een Yamaha, waarin hij vijf races reed en twee keer als negende eindigde. In 1998 reed hij drie races in deze klasse en was een vijfde plaats in zijn thuisrace in Nürburg zijn beste klassering.
In 1999 werd de wereldserie Supersport vervangen door een officieel kampioenschap, waarin Teuchert zijn debuut maakte als fulltime coureur op een Yamaha. In de eerste race op Kyalami behaalde hij zijn eerste podiumplaats, waarna hij in de derde race op Albacete zijn eerste zege behaalde. In Spielberg voegde hij hier nog een tweede overwinning aan toe. Met 108 punten werd hij achter Stéphane Chambon, Iain MacPherson en Piergiorgio Bontempi vierde in het kampioenschap.
In 2000 bleef Teuchert actief in het WK Supersport op een Yamaha. Hij won twee races op Sugo en Hockenheim en behaalde podiumplaatsen op Donington, Misano en Valencia. Na zeven races stond hij bovenaan in de tussenstand, maar in de daaropvolgende drie races scoorde hij geen punten, waardoor hij terugzakte naar de derde plaats achter Chambon en Paolo Casoli. In de laatste race op Brands Hatch werd Teuchert tweede, terwijl zijn Chambon uitviel en Casoli vijfde werd. Hierdoor werd hij met 136 punten gekroond tot kampioen in de klasse.
In 2001 won Teuchert twee races in het WK Supersport op Misano en Brands Hatch en scoorde hij nog twee podiumplaatsen op Sugo en Donington. Met 135 punten werd hij achter Andrew Pitt en Casoli derde in de eindstand.
In 2002 wist Teuchert zijn successen uit de voorgaande seizoenen niet te evenaren. Twee vierde plaatsen op Kyalami en Silverstone waren zijn beste resultaten. Met 90 punten werd hij achtste in het klassement. In 2003 waren twee vijfde plaatsen op Valencia en Misano zijn beste klasseringen. Met 60 punten werd hij tiende in de rangschikking.
In 2004 stapte Teuchert over naar het Duits kampioenschap superbike, waarin hij op een MV Agusta uitkwam. Hij won twee races op de Schleizer Dreieck en de Motorsport Arena Oschersleben en stond in twee andere races op het podium. Met 112 punten werd hij zevende in het kampioenschap. In 2005 won hij de eerste twee races van het seizoen op de Lausitzring. Hierna behaalde hij geen overwinningen meer, maar stond hij nog wel drie keer op het podium. Met 149 punten verbeterde hij zichzelf naar de zesde plaats in de eindstand.
In 2006 stapte Teuchert binnen het Duits kampioenschap superbike over naar een Yamaha. Hij won vijf races: twee op zowel de Lausitzring als de Sachsenring en een in Schleiz. Daarnaast stond hij in drie andere races op het podium. Met 233 punten werd hij gekroond tot kampioen in de klasse; hij had slechts vijf punten voorsprong op de nummer twee Andreas Meklau.
In 2007 keerde Teuchert terug naar een MV Agusta. Hij won een race op de Lausitzring en behaalde daarnaast nog zes podiumplaatsen. Met 190 punten werd hij achter Martin Bauer, Kai-Børre Andersen en Meklau vierde in het eindklassement. In 2008 reed hij weer op een Yamaha en won hij vijf races: twee op zowel de Sachsenring en Oschersleben en een op de Salzburgring. Hiernaast stond hij in nog negen races op het podium. Met 305 punten werd hij achter Bauer tweede in het kampioenschap.
In 2009 won Teuchert de eerste vijf races van het seizoen, met twee zeges op zowel de Lausitzring als Oschersleben en een overwinning op de Nürburgring. Hierna wist hij niet meer te winnen, maar stond hij nog wel vijf keer op het podium. Met 268 punten werd hij voor de tweede keer Duits kampioen in de superbike-klasse. In 2010 wist hij deze resultaten geen vervolg te geven: hij won weliswaar een race op Oschersleben en behaalde in drie andere races het podium, maar hij werd met 141 punten slechts zevende in het eindklassement.
In 2011 behaalde Teuchert enkel een podiumfinish op de Nürburgring, waardoor hij met 120 punten zevende werd in de rangschikking. In 2012 stapte hij over naar een BMW, voor wie hij een race won in het openingsweekend op de Lausitzring. Hiernaast stond hij in zeven andere races op het podium. Met 224 punten werd hij achter Erwan Nigon en Michael Ranseder derde in het kampioenschap. Na het seizoen 2012 maakte Teuchert bekend dat hij zou stoppen als motorcoureur.